# اف‌ان فال
اف‌ان فال (FN FAL) با نام کامل تفنگ اتوماتیک سبک (به فرانسوی: Fusil Automatique Leger) یکی از معروف‌ترین و رایج‌ترین انواع تفنگ جنگی در قرن بیستم است. این تفنگ ۷٫۶۲ میلی‌متری که در شرکت بلژیکی فابریک ناسیونال طراحی شده و از سال ۱۹۵۳ تولید آن آغاز شد مورد استفاده ارتش‌های بیش از ۷۰ کشور دنیا قرار گرفته و دست‌کم ۱۰ کشور به تولید آن اقدام کرده‌اند.
اف‌ان فال در دوران جنگ سرد توسط بیشتر کشورهای عضو ناتو و متحدان آن‌ها به عنوان سلاح سازمانی انتخاب شد و به همین جهت به «دست راست جهان آزاد» مشهور شده بود. اف‌ان فال از این منظر جایگاهی مشابه کلاشنیکف در کشورهای عضو پیمان ورشو و متحدان آن‌ها را داشت. امروزه این تفنگ در بیشتر کشورها با تفنگ‌های مدرن‌تر جایگزین شده اما هنوز هم در برخی نقاط دنیا از آن استفاده می‌شود.

## تاریخچه
تاریخچه طراحی اف‌ان فال به سال ۱۹۴۶ بازمی‌گردد که فابریک ناسیونال (با نام اختصاری اف‌ان) قصد داشت تا تفنگ هجومی جدیدی را با استفاده از فشنگ متوسط ۷٫۹۲x۳۳ آلمانی‌ها طراحی کند. این فشنگ نخستین بار در تفنگ اس ت ژ۴۴ آلمانی‌ها در جنگ جهانی دوم با موفقیت آزمایش شده بود. تیم طراح این تفنگ همزمان در حال طراحی یک تفنگ جنگی هم بود که مثل تفنگ‌های کلاسیک آن دوران از فشنگ‌های پرقدرت بلند استفاده می‌کرد. در نتیجه هر دو تفنگ طراحی شده توسط این تیم از لحاظ مکانیکی کاملاً شبیه هم بودند. همزمان بریتانیایی‌ها در حال طراحی تفنگ جدیدی با استفاده از فشنگ متوسط دیگری با نام ٫۲۸۰ بریتانیایی (۷x۴۳ م‌م) بودند و بلژیکی‌ها نیز در ادامه تحقیق خود این فشنگ را برای تکمیل تفنگ مورد نظر خود انتخاب کردند.
در سال ۱۹۵۰ نمونه اولیه تفنگ اف‌ان فال بلژیکی‌ها، و تفنگ انگلیسی‌ها که ئی‌ام-۲ نام داشت توسط ارتش آمریکا آزمایش شد. نمونه اولیه فال تحسین آمریکایی‌ها را برانگیخت اما آن‌ها با استفاده از فشنگ متوسط موافق نبودند و بر استفاده از فشنگ پرقدرت تی۶۵ به عنوان فشنگ استاندارد ناتو اصرار داشتند. اف‌ان تفنگ خود را برای فشنگ‌های تی۶۵ (فشنگ پرقدرت ۷٫۶۲x۵۱ ناتو) بازطراحی کرد و نخستین نمونه فال با کالیبر ۷٫۶۲ در سال ۱۹۵۳ آماده شد.
در آن زمان تصور می‌شد که با انتخاب این کالیبر آمریکایی‌ها اف‌ان فال را به عنوان سلاح اصلی خود خواهند برگزید و فابریک ناسیونال هم اجازه تولید این تفنگ را به تمام متفقین جنگ جهانی بدون دریافت هزینه‌ای خواهد داد و در نتیجه امکان انتخاب یک سلاح مشترک برای تمام اعضای ناتو فراهم خواهد شد. اکثر کشورهای ناتو بلافاصله پس از نهایی شدن طرح اف‌ان فال آن را به عنوان سلاح سازمانی خود برگزیدند اما آمریکایی‌ها در نهایت مدل کاملاً اصلاح‌شده تفنگ ام۱ را با عنوان ام۱۴ بر اف‌ان فال ترجیح دادند. در تحقیقات ارتش آمریکایی کیفیت این دو تفنگ برابر ارزیابی شده بود اما آن‌ها با توجه به سهولت بیشتر تولید ام۱۴ با توجه به وجود خط تولید ام۱ و شباهت آن با ام۱ و همچنین بومی بودن طرح ام۱۴ آن را به تفنگ بلژیکی ترجیح دادند.
کانادایی‌ها اولین کشوری بودند که استفاده رسمی از این تفنگ را آغاز کردند. آن‌ها در سال ۱۹۵۵ نسخه کمی اصلاح‌شده فال را با نام سی۱ به عنوان سلاح سازمانی خود برگزیدند و تولید سی۱ و نوع لوله‌سنگین (برای آتش اتوماتیک بیشتر) آن سی۲ را آغاز کردند. انگلیسی‌ها از سال ۱۹۵۷ همین کار را با نوع نیمه‌اتوماتیک فال با نام اس‌ال‌آر ال۱ای۱ که معمولاً همراه با دوربین ۴x بود، انجام دادند. اتریش هم در سال ۱۹۵۸ تولید فال را با عنوان اس تی جی ۵۸ در کارخانه اسلحه‌سازی اشتایر آغاز کرد. در سال‌های بعد کشورهای متعدد دیگری به استفاده از این تفنگ روی آوردند. موفقیت فال در صورتی که بلژیکی‌ها اجازه تولید این تفنگ را در آلمان غربی می‌دادند، حتی از این هم بیشتر می‌شد اما رد درخواست آلمانی‌ها برای تولید این تفنگ باعش شد تا آن‌ها مجوز تولید تفنگ‌های ستمی را از اسپانیا دریافت کنند و تفنگ جی۳ (ژ۳) که بر اساس آن در کارخانه هکلر و کخ ساخته شد بعدها به مهم‌ترین رقیب اف‌ان فال تبدیل شد.

## کاربران

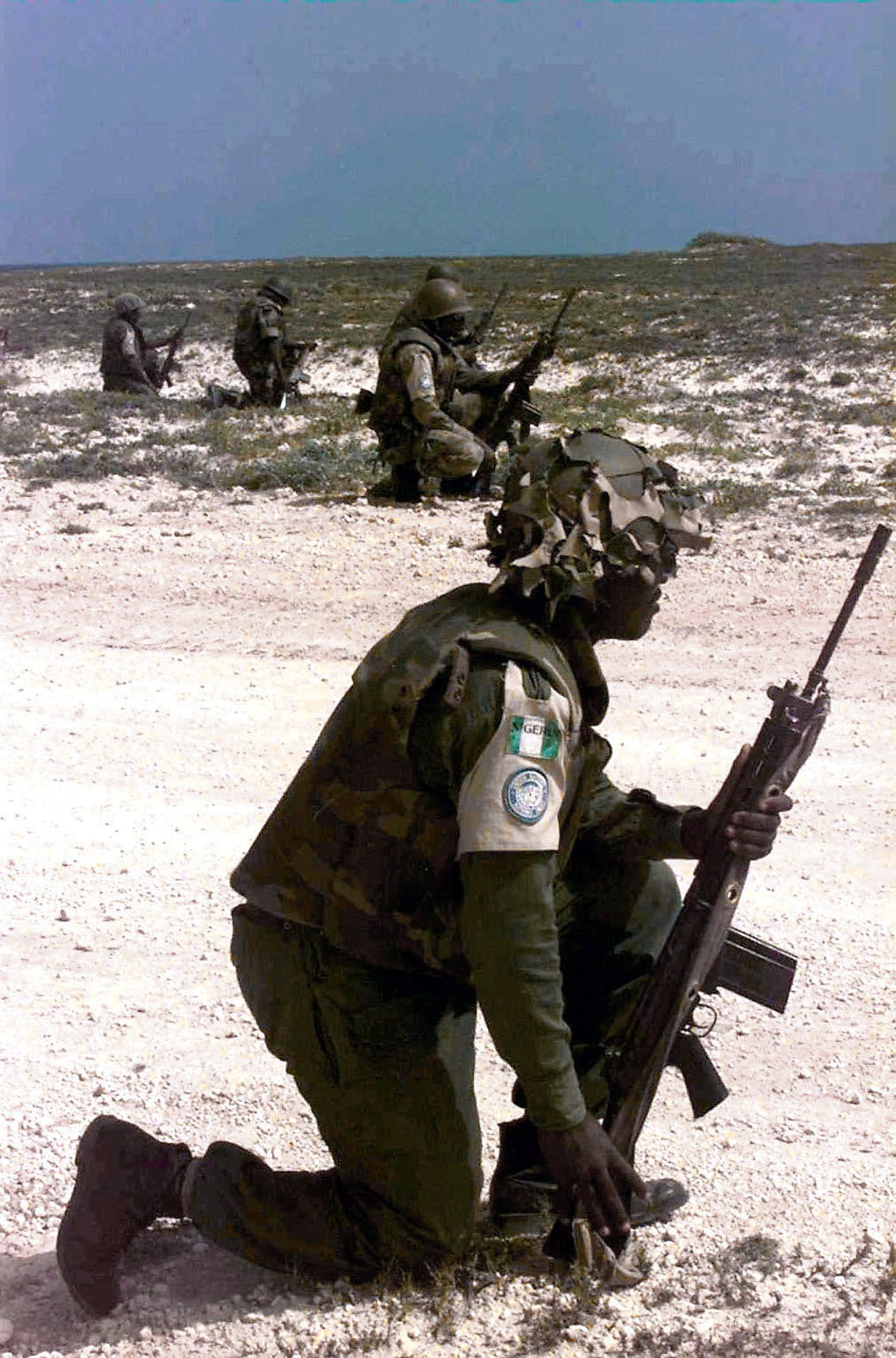
نیروهای حافظ صلح نیجریه با سلاح فال در سومالی.

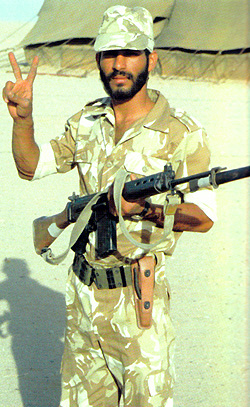
سرباز کویتی در جنگ خلیج فارس ۱۹۹۱

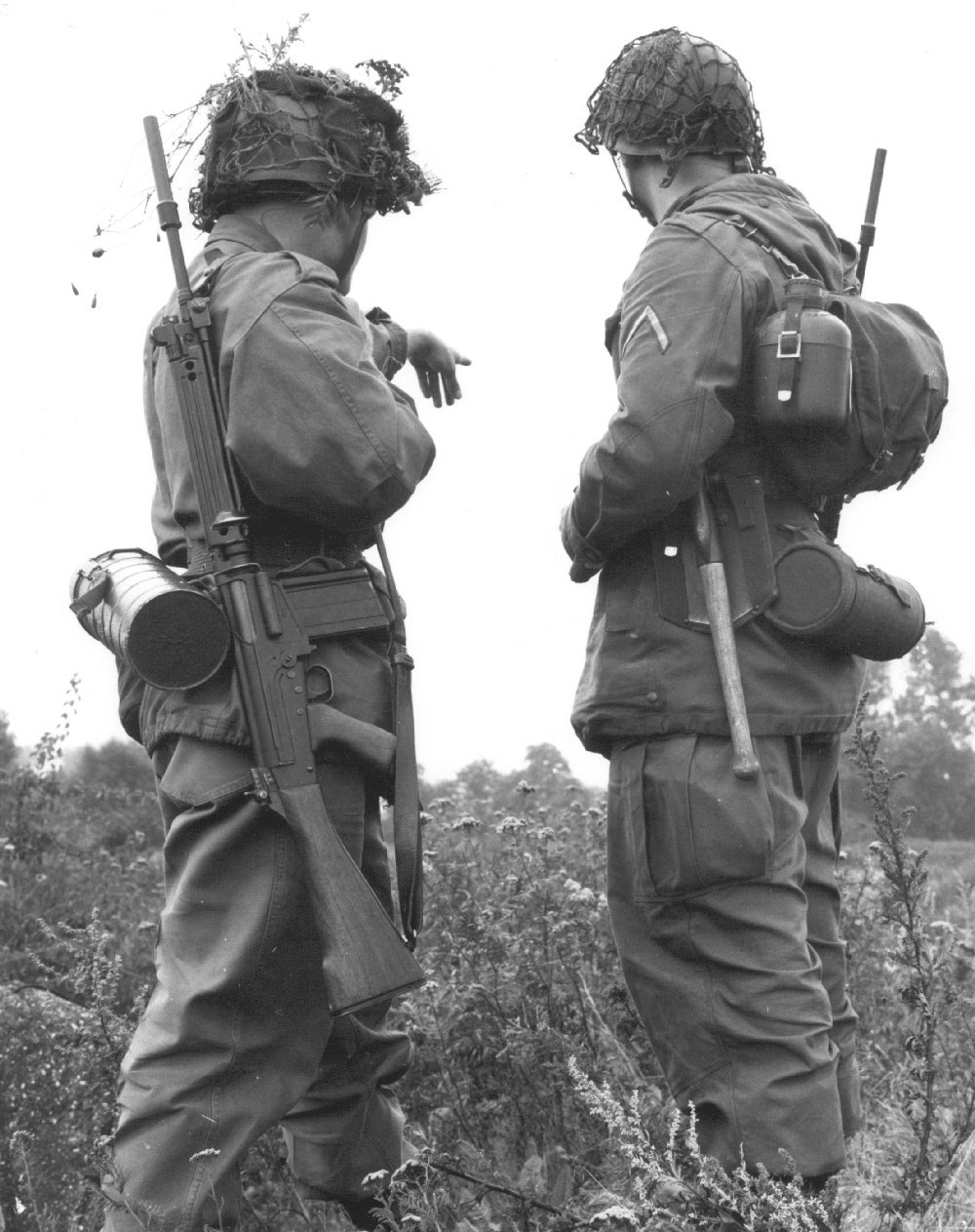
سرباز آلمانی در تمرین نظامی مشترک با آمریکا در سال ۱۹۶۰. فال با نام ژ۱ مدتی مورد استفاده ارتش آلمان غربی بود.

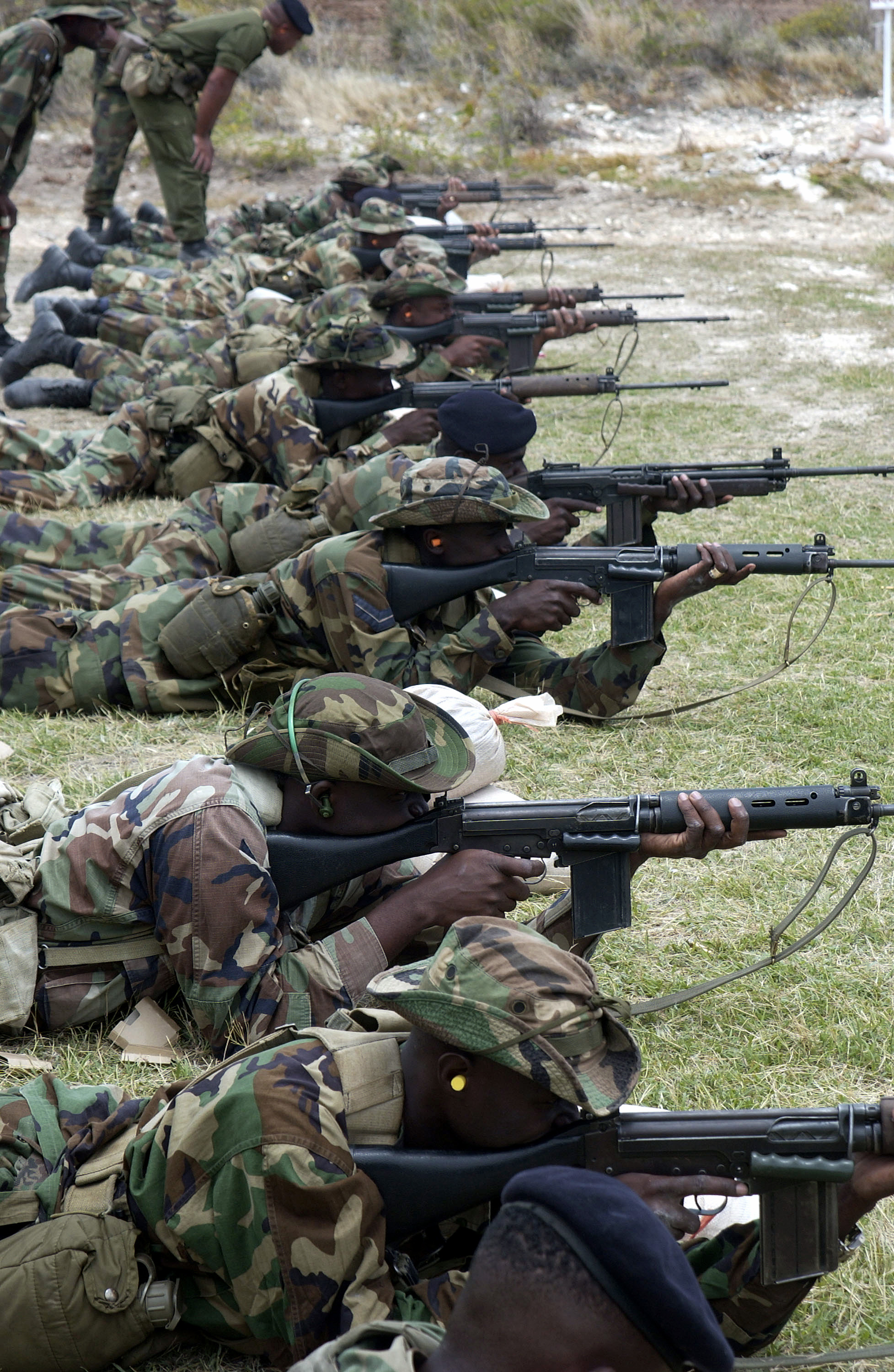
سربازان جامائیکایی در تمرین نظامی، ۲۰۰۲

- آنگولا[۱]
- آرژانتین: تولید با مجوز.[۲]
- استرالیا: تولید با مجوز،[۲] در ۱۹۸۷ با تفنگ اتریشی اشتایر آاوگ جایگزین شد. هنوز به عنوان سلاح شخصی و تشریفاتی استفاده می‌شود.
- اتریش: تولید با مجوز،[۲] در ۱۹۷۸ با اشتایر آاوگ جایگزین شد.
- بحرین[۱]
- بنگلادش[۱]
- باربادوس[۱]
- بلژیک[۱]
- بلیز[۱]
- بولیوی[۱]
- بوتسوانا[۱]
- برزیل: تولید با مجوز.[۲]
- بوروندی[۱]
- کامبوج[۱]
- کامرون[۱]
- کانادا: تولید با مجوز. با ام۱۶ سی۷ جایگزین شد.[۲]
- چاد[۱]
- شیلی[۱]
- کلمبیا[۱]
- جمهوری کنگو[۱]
- کاستاریکا[۱]
- کوبا[۳]
- قبرس[۱]
- جمهوری دموکراتیک کنگو[۱]
- جیبوتی[۱]
- جمهوری دومینیکن[۱]
- اکوادور[۱]
- فیجی[۱]
- گامبیا[۱]
- غنا[۱]
- یونان: تولید با مجوز در کارخانه پیرکال. تولید فال با آغاز تولید ژ۳ در نیروهای مسلح یونان متوقف شد.
- گویان[۱]
- هندوراس[۱]
- هند: تولید با مجوز.[۲]
- جمهوری ایرلند:[۱] سلاح سازمانی ایرلند از اوایل دهه ۱۹۶۰ تا ۱۹۸۸ که با اشتایر آاوگ جایگزین شد. هنوز در نیروی دریایی استفاده می‌شود.
- اسرائیل: تولید با مجوز. در اوایل دهه ۱۹۷۰ با ام۱۶ و تفنگ ساخت داخل گالیل جایگزین شد.[۲]
- جامائیکا[۱]
- کنیا[۱]
- کویت[۱]
- لبنان[۱]
- لیبریا[۱]
- لیبی[۱]
- لوکزامبورگ[۱] استفاده از فال‌های تولید بلژیک از ۱۹۵۷ تا ۱۹۹۶ که با اشتایر آاوگ جایگزین شد.
- مالاوی[۱]
- مالزی[۱]
- مالت[۱]
- مکزیک: تولید با مجوز.[۲]
- مراکش[۱]
- موزامبیک[۱]
- میانمار[۱]
- نپال[۱]
- هلند: نوع نیمه‌اتوماتیک از ۱۹۶۱ به عنوان سلاح سازمانی ارتش هلند انتخاب شد. یک مدل تک‌تیرانداز با دوربین‌های ساخت هلند هم به عنوان تفنگ تک‌تیرانداز استفاده می‌شد. مدل لوله‌سنگین ۵۰٫۴۲ هم به عنوان تیربار مورد استفاده بود.[۴]
- نیوزیلند:[۵] مدل ال۱آ۱ استرالیایی از ۱۹۶۰ تا ۱۹۸۸ که با اشتایر آوگ جایگزین شد.
- نیجریه:[۱] تولید با مجوز.[۶][۷][۸]
- عمان[۱]
- پاناما[۱]
- پاپوآ گینه نو[۱] مدل ال۱آ۱ استرالیایی.
- پاراگوئه[۱]
- پرو[۱]
- پرتغال از ۱۹۶۰ در اختیار گروهی از کماندوهای ویژه قرار داده شد.[۹] این نیروها معمولاً سلاح سبک‌تر فال را به ژ۳های ساخت پرتغال ترجیح می‌دادند.[۱۰]
- قطر[۱۱]
- رودزیا: در دهه ۱۹۶۰ وارد ارتش شد.[۱۲]
- رواندا[۱]
- سنت وینسنت و گرنادین‌ها[۱]
- سیرالئون[نیازمند منبع]
- آفریقای جنوبی: تولید با مجوز.[۲] پس از برگزاری یک رقابت بین اف‌ان فال، ژ۳ و ای‌آر-۱۰ ساخت آرمالیت آمریکا (که بعدها با تغییر کالیبر و بهینه‌سازی به‌ام۱۶ تبدیل شد) به عنوان سلاح سازمانی در ۳ مدل انتخاب شد؛ مدل استاندارد، یک مدل سبک با قنداق تاشو و مدل نیمه‌اتوماتیک برای پلیس.[۱۳] یک مدل با لوله سنگین و دوپایه، یک مدل تک‌تیرانداز دوربین‌دار و یک مدل کارابین با لوله کوتاه هم تولید می‌شد.[۱۴]
- سری‌لانکا: در دهه ۱۹۷۰ جایگزین تفنگ گلنگدنی انفیلد و مسلسل دستی استن شد. در اوایل جنگ داخلی سریلانکا، پیش از جایگزین شدن با کلاشنیکفهای مدل آکا-۴۷ و مدل ۵۶ به‌طور گسترده مورد استفاده بود.

- سورینام[۱]
- اسواتینی[۱]
- سوریه[۱]
- تانزانیا[۱]

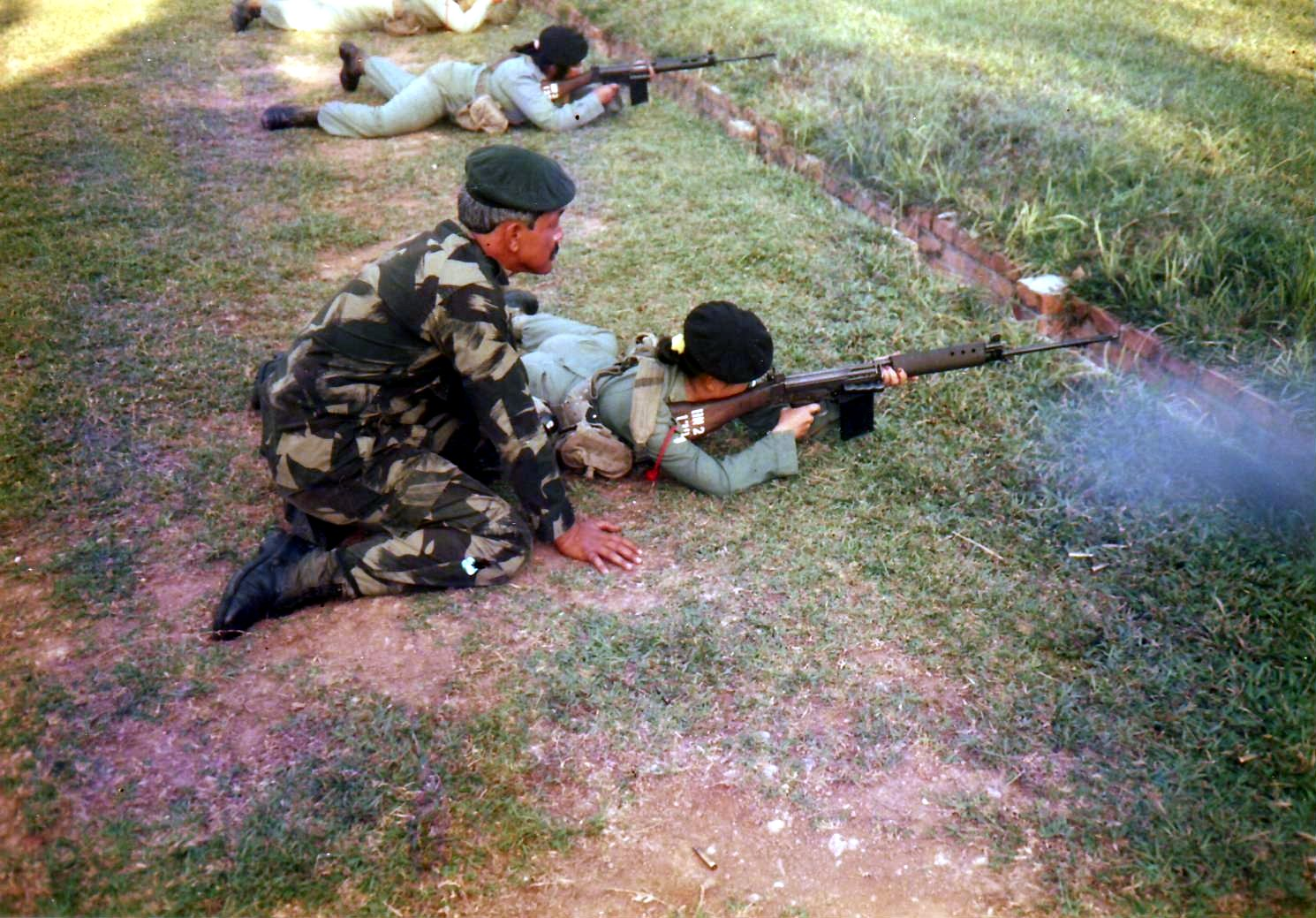
تمرین سربازان زن ذخیره مالزی، ۱۹۹۰

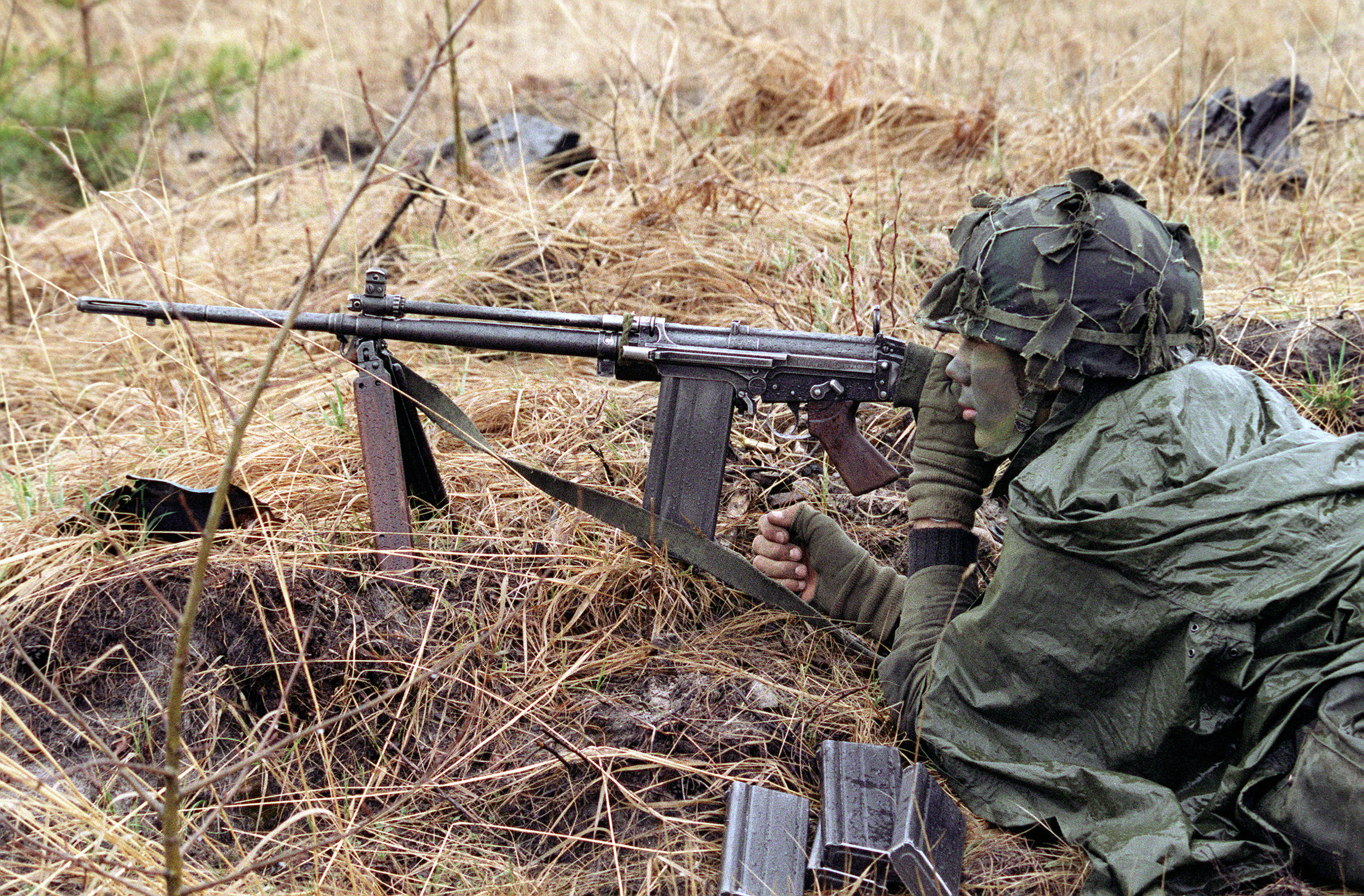
سی۲ مدل لوله‌سنگین فال در کانادا، ۱۹۸۳

- تایلند: از دهه ۱۹۶۰ مورد استفاده پلیس تایلند قرار گرفت.
- توگو[۱]
- ترینیداد و توباگو[۱]
- تونس[۱]
- ترکیه: تا دهه ۱۹۶۰ که با ژ۳ جایگزین شد. هنوز به عنوان سلاح تمرینی مورد استفاده است.
- اوگاندا[۱]
- امارات متحده عربی[۱]
- بریتانیا: مدل نیمه‌اتوماتیک ال۱آ۱ از ۱۹۵۷ تا ۱۹۸۷ سلاح سازمانی بریتانیا بود.[۱۵]
- اروگوئه[۱]
- ونزوئلا: تولید با مجوز.[۲]
- آلمان غربی[۱۶]
- یمن[۱]
- زامبیا[۱]
- زیمبابوه[۱]

### سازمان‌های غیردولتی
- فیلیپین: جبهه آزادیبخش ملی مورو و جبهه آزادیبخش اسلامی مورو: دریافت چندین هزار قبضه فال از دولت معمر قذافی لیبی.[۱۷]
- جبهه ملی برای آزادی آنگولا: تعداد نامعلومی فال در اوایل جنگ داخلی آنگولا در اختیار نیروهای چریکی قرار گرفت.[۱۸]